# أورشنابي

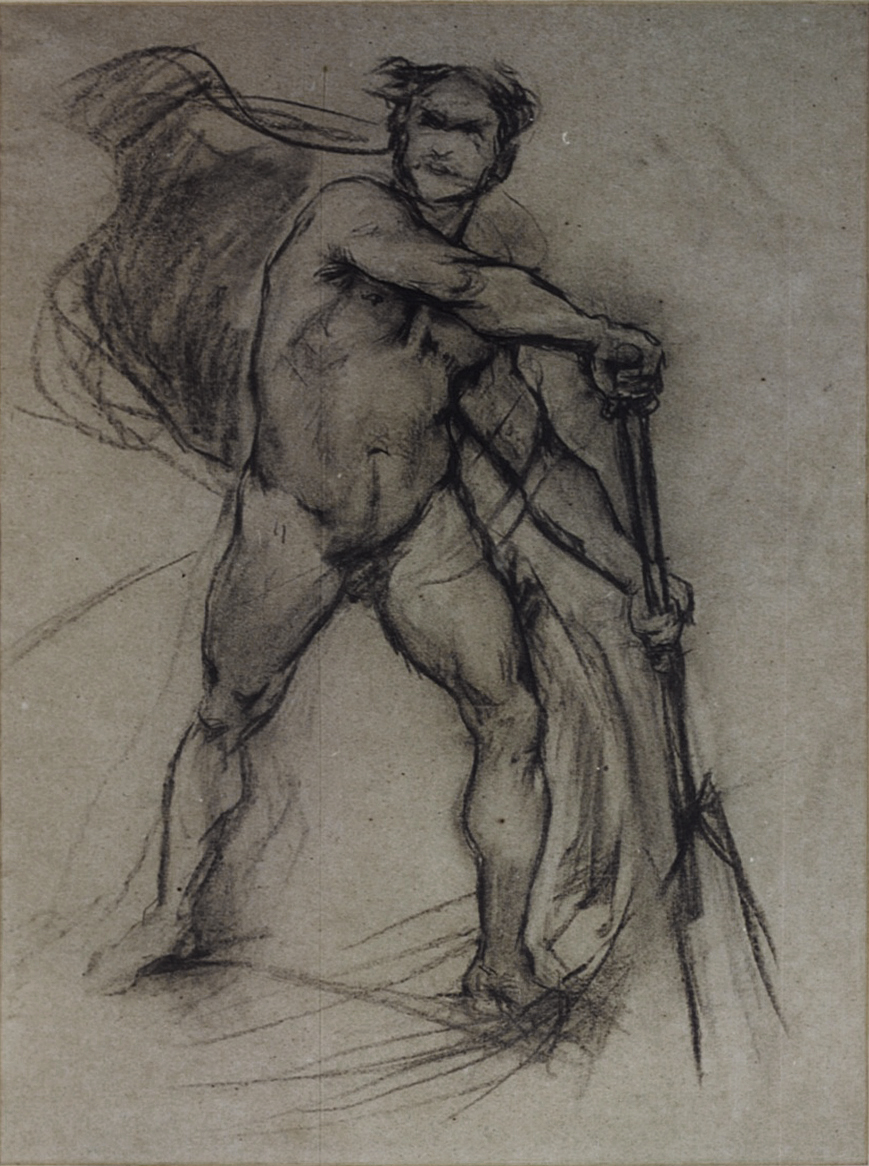
ملاح من العالم السفلي رسمه "فيليكس ريسوريشيون هيدالغو"

أورشنابي هو ملاح بحيرة مياه الموت وعامل مركب نهر حبور «نهر الموتى» في أساطير بلاد الرافدين. ويعادله في الأساطير اليونانية خارون. ومعنى اسمه الذي وجد الحياة الأبدية.
ذُكر أورشنابي لأول مرة في أسطورة إنليل ونينليل، حيث سمى «شي.لو.أيجي» ويوصف بكونه رجل. وذكر في ملحمة جلجامش بأنه كان رفيق جلجامش بعد وفاة صديقه إنكيدو. فعندما كان جلجامش يبحث عن أوتنابيشتيم يلتقي بصاحبة حانة تدعى سيدوري والتي تدله على ملاحه أورشنابي.
وتذكر الأسطورة، توجه «جلجامش» إلى الغابة وأكمل الطريق إلى أورشنابي، وقد التقى معه عندما كان أورشنابي في الغابة معني بمهنة غريبة تتمثل في جمع نوع غريب من الثعابين تسمى «ثعابين أورنو». فلما رآه خاف اورشنابي من جلجامش فرفع فأسه ليضرب جلجامش، فأمسك جلجامش يده، وضرب الصخور التي كانت حوله فتهشمت، توقف جلجامش بعد أن عرف اورشنابي بنفسه وأنه يريد أن يعبر البحر للوصول إلى أوتنابشتم وأقنعه باصطحابه، لكن كانت المشكلة أن جلجامش كان قد كسر الصخور التي يتم بواسطتها تشغيل مركب أورشنابي لعبور بحر الموت، فكانت الطريقة الوحيدة لعبور البحر وهي أن يقوم جلجامش بقطع 120 عصى من الشجر ليتم من خلالها عبور البحر ويرافقه في القارب.
وصل الاثنان إلى أوتنابيشتيم الذي يسرد قصته لجلجامش ويدله على نبتة الخلود، وبعد ستة أيام طلب أوتنابشتم من أورشنابي ان يرجع جلجامش من حيث آتى وطلب منه أن لا يعود بعد أن كشف مكانه، فيتم طرده من كور من قبل سيده أوتنابيشتيم الناجي الخالد من الطوفان. فيصلان الهيا ولكنهم يضيعاها في طريق عودة كلاهما إلى الوركاء.
يُسمى تجسده الآشوري اللاحق «حمر طابال» الذي يتم وصفه بكونه وحش رهيب.